# We Are the Fallen
We Are the Fallen — американская рок-группа, в состав которой входят бывшая участница конкурса American Idol Карли Смитсон, Марти О’Брайен и бывшие участники Evanescence Бен Муди, Джон Лекомпт и Роки Грей. Имя группы — ссылка на название альбома Evanescence Fallen (2003), что стало лишним поводом для критики за сильное сходство с музыкой Evanescence. В интервью Los Angeles Times Бен Муди сказал, что We Are the Fallen отличается от Evanescence равноправием в группе и большей энергетикой, какой никогда не удавалось добиться в Evanescence. Он также добавил: «Мы не пытаемся быть кем-то. Если мы в чём-то похожи, то потому, что та музыка была создана нами».

## История
Бен Муди покинул Evanescence в 2003 году из-за творческих разногласий с Эми Ли. По его мнению, Evanescence развивались не так, как изначально планировалось. Спустя несколько лет, когда ЛеКомпт и Грей также покинули группу, Муди предложил им возобновить сотрудничество, пригласив ещё одного участника Марти О’Брайена, и начать заново там, где они остановились в 2003 году. Нужна была вокалистка и группа начала прослушивание кандидаток. Муди опасался, что этот процесс может затянуться, но проблема разрешилась неожиданно. Соседка Муди, Моника представила ему Смитсон, которая работала над сольным альбомом после тура с American Idol. Муди и Смитсон проговорили до 4:30 утра, как оказалось, у них схожие взгляды на музыку. Смитсон чувствовала, что American Idol, рассчитанный на семейную аудиторию, и не предполагающий творческого и музыкального развития, был для неё не лучшим местом. Запись сольного альбома оказалась скучным занятием, но теперь, «когда рядом ещё четыре человека, и каждый положил на стол всё, что у него есть, в плане музыки мне нравится всё… я пытаюсь делать тяжёлый рок с величественными мелодиями».
Официально We Are the Fallen дебютировали 22 июня 2009 года с запуском своего официального сайта. Фаны могли зарегистрироваться на сайте и бесплатно скачать первый сингл группы «Bury Me Alive». В дальнейшем группа планировала выпускать по песне каждые 8 недель, но, подписав контракт со звукозаписывающим лейблом, изменила планы. Позднее группа представила изменённую версию сингла «Bury Me Alive», включавшую оркестровое окончание, на неё же был снят видеоклип.
В настоящее время группа планирует провести тур по 28 городам США вместе с финской рок-группой HIM. Дебютный концерт состоялся 23 марта 2010 года в лондонском King College перед аудиторией в 200 человек.
Выход дебютного альбома группы — Tear the World Down — состоялся 11 мая 2010 года в США и 10 мая 2010 года в Великобритании. Альбом занял 33-е место в хит-параде американского журнала Billboard.

## Дискография
| Год  | Альбом                                                               |
| ---- | -------------------------------------------------------------------- |
| 2010 | Tear the World Down - Релиз: 10 мая 2010 - Лейбл: Universal Republic |

## Состав
- Карли Смитсон (Carly Smithson) — вокал
- Бен Муди (Ben Moody) — гитара
- Джон Лекомпт (John LeCompt) — гитара
- Марти О’Брайен (Marty O’Brien) — бас
- Роки Грей (Rocky Gray) — ударные